# Каррара, Убертино
Убертино (или Уберто) Каррара (1642, Сора, Лацио — 1716, Рим) — итальянский новолатинский поэт, автор эпопеи о Колумбе.

## Биография
Родился в Соре, входившей тогда в Неаполитанское королевство. Был членом Общества Иисуса. Преподавал в иезуитском Коллегио Романо в Риме, где и умер. Кроме обширной и знаменитой эпической поэмы о Колумбе, написал трагедию о Самсоне, похвалу Яну Собескому за победу при Подгайцах и др.

## Основные труды
- Columbus sive de itinere Christophori Columbi.
- Samson vindicatus. Drama sacrum.
- In victoriam de Scythis et Cosacis relatam sub auspiciis D.D. Johannis in Zolkucia.
- De profligato ad Tibiscum magno Turcarum sultano ab armis Leopoldi I.
- Augustae proli archiduci Austriae genethliacon.